# Endre Czeizel
Endre Czeizel, född 3 april 1935, död 10 augusti 2015, var en ungersk fysiker, genetiker, folkhälsoadministratör och professor. Han tog examen från Semmelweis University. Han var känd för att upptäcka att vitamin B9 och folsyra förhindrar eller minskar bildandet av allvarligare utvecklingsstörningar, till exempel neuralrörsdefekter som ryggmärgsbrock. Han avled från leukemi efter ungefär ett år efter en framgångsrik benmärgstransplantation.

## Utmärkelser
- SZOT-díj (1977)
- A Magyar Érdemrend tisztikeresztje (1995)
- Kennedy Award (2000)
- A Magyar Érdemrend középkeresztje (2005)